# Anomocentris capnoxutha
Anomocentris capnoxutha là một loài bướm đêm trong họ Geometridae.